# کالفورد
کالفورد (به آلمانی: Calvörde) یک شهر  در آلمان است که در بورده واقع شده‌است. کالفورد ۳٬۸۳۹ نفر جمعیت دارد.